# 타일러 패트릭 존스
타일러 패트릭 존스(Tyler Patrick Jones, 1994년 3월 12일 ~ )는 미국의 배우이다.

## 출연 작품
- 마이너리티 리포트